# Massæsyles
Ne doit pas être confondu avec Massyles.
225 av. J.-C. – 202 av. J.-C.
Entités suivantes :
- Royaume de Numidie

Le Royaume des Massæsyles (ou parfois Massæssyles ou Masæsyles) est avec le Royaume des Massyles, l'un des deux royaumes numides qui vit dans l'actuelle Algérie jusqu'au fleuve Moulouya. Leur origine est incertaine et pourrait être le fruit d'une confédération de populations berbères, qui représente le peuple libyque. En 202 av. J.-C., le royaume est absorbé et unifié par Massinissa qui forme le royaume de Numidie.

## Présentation
Les origines et la fondation du royaume Massæsyle reste incertain. Il pourrait être issu d'une fédération de tribus. Son existence est clairement établie à la fin du IIIe siècle av. J.-C. et a pour coeur la région actuelle qui entoure Oran.
Le géographe et historien grec Strabon (né vers 63 av. J.-C. et mort après 23 ap. J.-C.), nous apprend qu'au « territoire des Maures » fait suite celui des Massæsyles qui commence au fleuve Molochath et se termine au cap Trêton ; le fleuve dont il s'agit pourrait être la Moulouya, le cap celui de Bougaroun. Les Massæsyles occupaient les deux tiers de l'Algérie et le Maroc oriental.
La capitale de la Numidie orientale était Siga (actuelle Oulhaça El Gheraba) dont le premier souverain était Syphax. Siga était alors la mieux placée pour être la capitale du royaume massæsyle, c'est là en effet l'intérêt que le souverain portait aux affaires d'Espagne et à l'Ouest du pays et c'est là aussi que Syphax reçut en 206 av. J.-C. le général et homme d'État romain Scipion et le général carthaginois Hasdrubal Gisco.
On a d'ailleurs trouvé de nombreuses pièces de Syphax à Siga et il semble qu'à cette époque seul le roi pouvait battre monnaie. Les deux séries monétaires à l'effigie de Syphax et de son fils Vermina montrent chaque fois le roi ceint d'un diadème. Syphax aurait donc été à la tête des tribus de l'Oranie et c'est de cette province occidentale la plus florissante qu'il puisait argent et soldats. Il est le premier chef berbère qui fasse vraiment figure de roi, le premier qui ait fait battre monnaie. Souverain puissant, le port du diadème faisait de lui l'égal des rois hellénistiques.

Les deux royaumes en voie de réunion, vers 220

## Syphax, Sophonisbe, Masinissa
Le royaume, au travers du roi Syphax, est révélé lors de la deuxième guerre punique (208-202). Celui-ci est d'abord allié de Rome puis bascule, en 213 av. J. -C. dans l'alliance carthaginoise.
Quoique marié à Sophonisbe, une princesse carthaginoise, il fut très indépendant à l'égard du pays de sa femme. Les deux grandes puissances de la Méditerranée orientale se disputaient son alliance ; la rencontre avec Scipion et Hasdrubal Gisco en fit une troisième puissance, celle qui dominait la Méditerranée occidentale.
Des fouilles récentes ont montré l'importance des sites puniques, dans l'île Rachgoun, à Mersa Madakh, aux Andalouses, à Bethioua, à Guelta, à Gouraya Sidi Brahim et aussi celle des cités littorales qui étaient les débouchés et les centres économiques de la Massæsylie. Un commerce méditerranéen actif s'était établi entre l'Almérie et l'Algérie occidentale. D'Espagne arrivaient des poteries et des produits métalliques quand l'Algérie exportait ivoire et coquilles d'œufs d'autruche.
On ne sait pas avec précision quel était le statut de ces cités. Sans doute certaines étaient-elles autonomes, d'autres des comptoirs dépendant entièrement de Carthage et de l'aguellid. Il est certain que Portus Sigensis (« port de Siga », à l'embouchure de la Tafna) appartenait entièrement à Syphax. Il y a eu peut-être des villes intérieures dans le royaume de Syphax ; des tessons de poteries, près d'Chlef (El-Asnam), et une pièce de monnaie dans le Dahra le laisseraient supposer.
On n'est pas plus renseigné sur l'organisation administrative du royaume ; l'étude des monnaies au nom de Syphax et de son fils Vermina, laissent à penser que Syphax aurait associé son fils à son règne. Nous savons par Strabon que la Massæsylie a été un royaume très riche, qu'elle fournissait beaucoup d'argent et beaucoup de soldats. La guerre menée par Syphax contre Carthage puis contre Rome et contre Massinissa fut à l'origine de la décadence du royaume.
Après la mort de Gaïa (vers 206 av. J.-C.), roi des Massyles, Syphax tenta de s’emparer de ses territoires avec l’aide de Carthage. Massinissa, à l'origine allié de Carthage se rapprocha de Rome pour regagner son royaume. Il réussit à défaire Syphax et unifie la Numidie (vers 203-202 av. J.-C.).

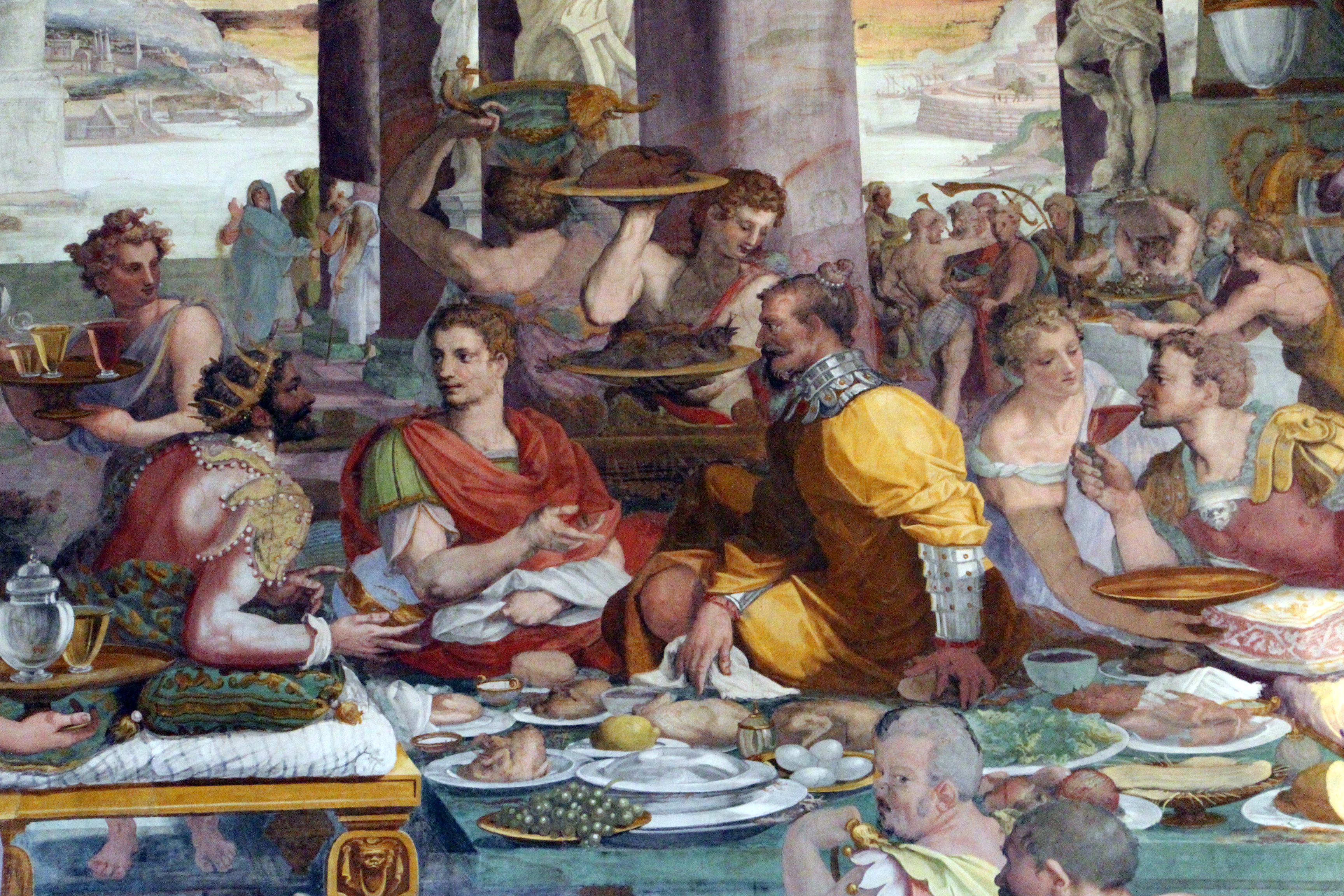
Le roi Syphax de Numidie reçoit Scipion l'Africain - Allori Alessandro (1535-1607) - sala di Leone X, Villa Medicea Ambra, Poggio a Caiano.
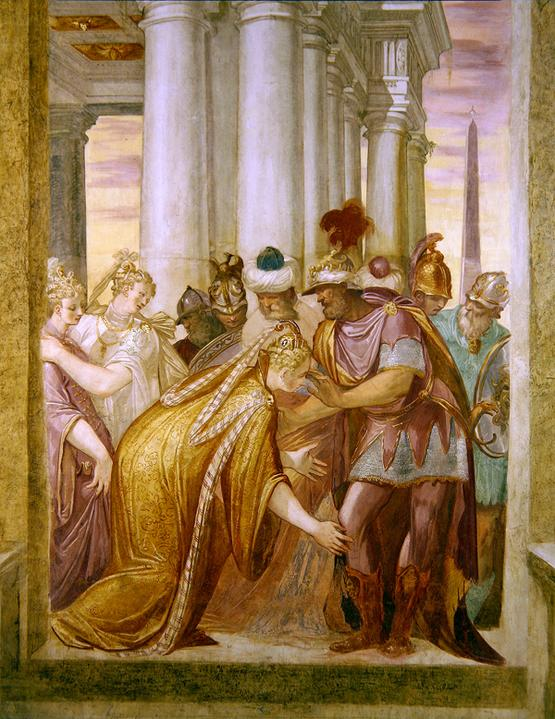
Sophonisbe demandant l'aide de Massinissa, XVIe siècle, par Giovanni Battista Zelotti.
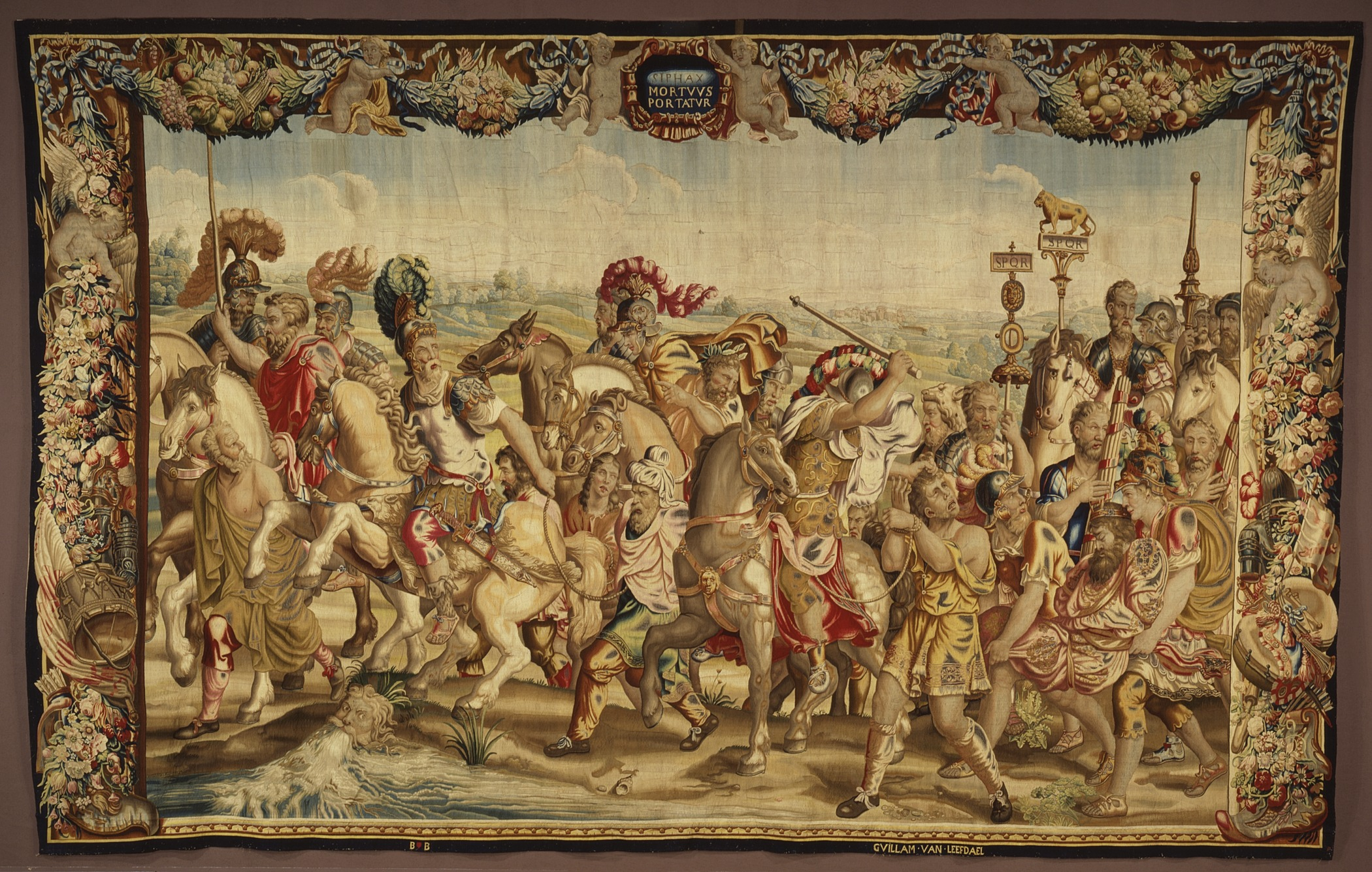
Le mort du roi Syphax transporté depuis le champ de bataille, Giulio Romano (Italie, Rome, vers 1499-1546), le Musée d'Art du comté de Los Angeles.
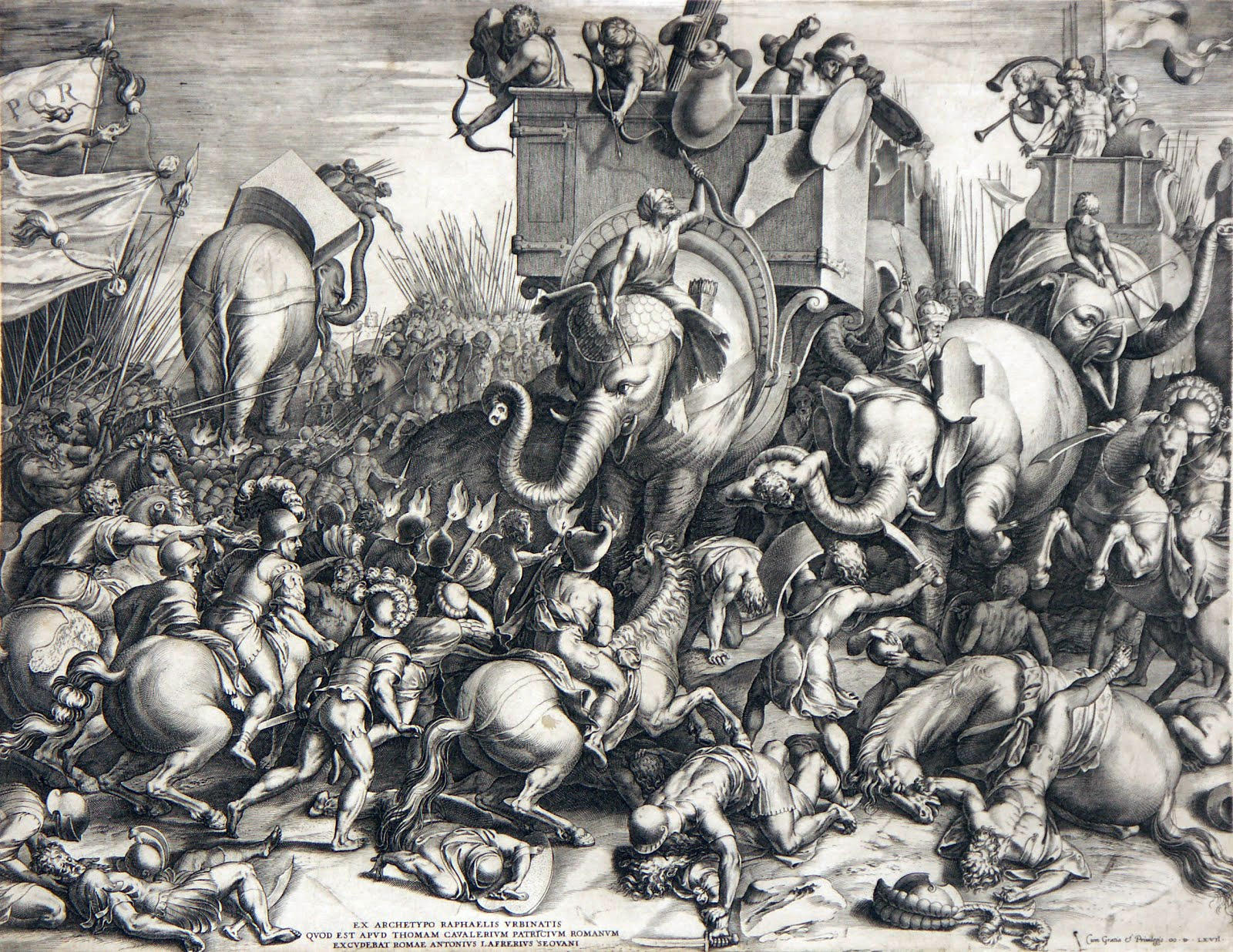
Bataille de Zama, coalition numido-romaine contre Carthage.